# Vaumas
Vaumas est une commune française située dans le département de l'Allier, en région Auvergne-Rhône-Alpes.

## Géographie

### Communes limitrophes
Les communes limitrophes sont  Chapeau, Châtelperron, Mercy, Saint-Léon, Saint-Pourçain-sur-Besbre, Saligny-sur-Roudon, Thiel-sur-Acolin et Thionne.
Ses communes limitrophes sont :
| Chapeau Thiel-sur-Acolin | Saint-Pourçain-sur-Besbre |                    |
| Mercy                    | Vaumas                    | Saligny-sur-Roudon |
| Thionne                  | Châtelperron              | Saint-Léon         |

### Hydrographie
La commune est drainée par la Besbre et par plusieurs ruisseaux, dont le Charnay.
La Besbre est un affluent direct de la Loire en rive gauche.

### Climat
Pour des articles plus généraux, voir Climat d'Auvergne-Rhône-Alpes et Climat de l'Allier.
En 2010, le climat de la commune est de type climat océanique dégradé des plaines du Centre et du Nord, selon une étude du CNRS s'appuyant sur une série de données couvrant la période 1971-2000. En 2020, Météo-France publie une typologie des climats de la France métropolitaine dans laquelle la commune est exposée à un climat océanique altéré et est dans la région climatique Centre et contreforts nord du Massif Central, caractérisée par un air sec en été et un bon ensoleillement.
Pour la période 1971-2000, la température annuelle moyenne est de 11,2 °C, avec une amplitude thermique annuelle de 16,2 °C. Le cumul annuel moyen de précipitations est de 808 mm, avec 11,4 jours de précipitations en janvier et 7,5 jours en juillet. Pour la période 1991-2020, la température moyenne annuelle observée sur la station météorologique de Météo-France la plus proche, sur la commune de Saint-Léon à 6 km à vol d'oiseau, est de 11,7 °C et le cumul annuel moyen de précipitations est de 857,2 mm,. Pour l'avenir, les paramètres climatiques de la commune estimés pour 2050 selon différents scénarios d'émission de gaz à effet de serre sont consultables sur un site dédié publié par Météo-France en novembre 2022.

## Urbanisme

### Typologie
Au 1er janvier 2024, Vaumas est catégorisée commune rurale à habitat dispersé, selon la nouvelle grille communale de densité à 7 niveaux définie par l'Insee en 2022.
Elle est située hors unité urbaine et hors attraction des villes,.

### Occupation des sols

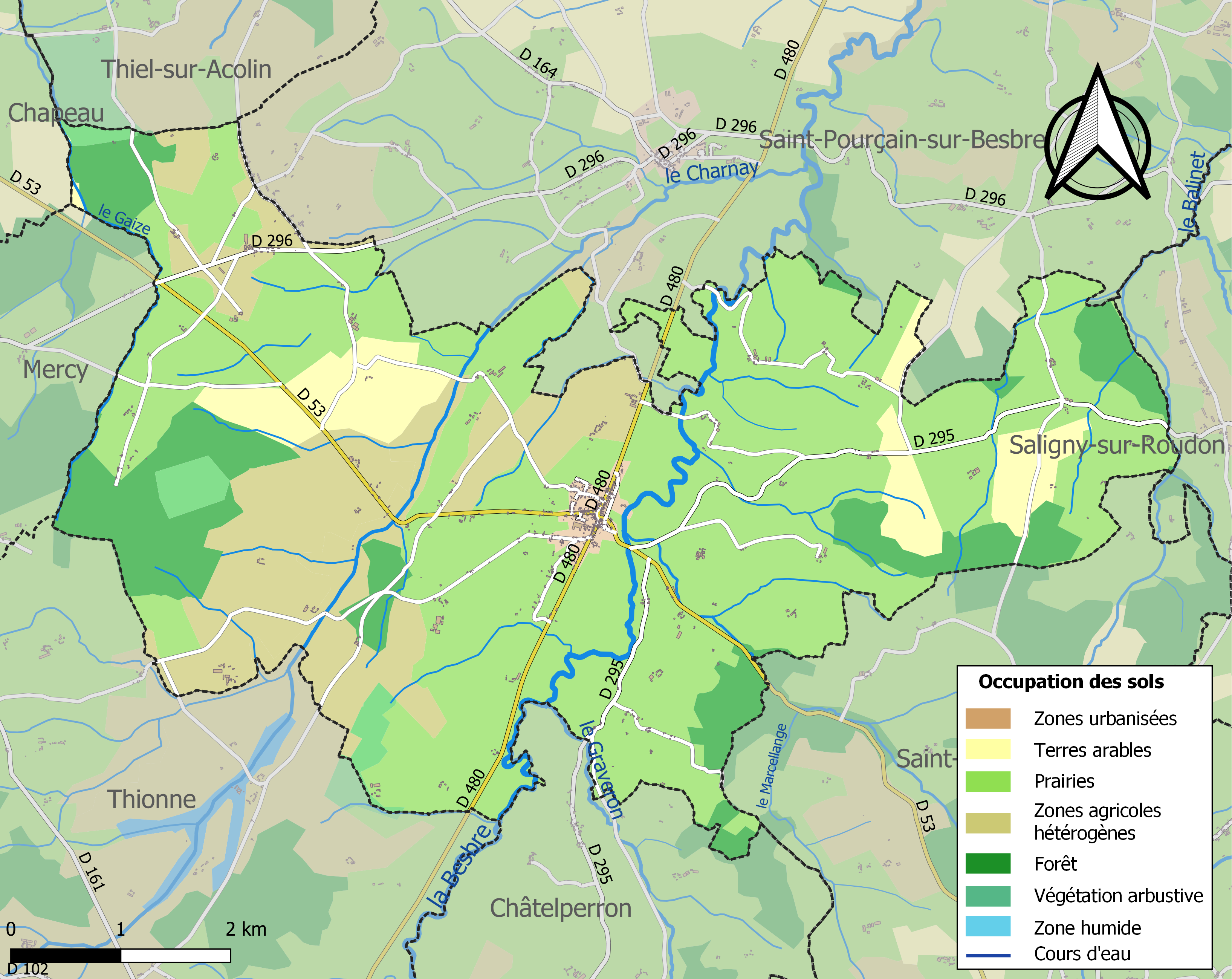
Carte des infrastructures et de l'occupation des sols de la commune en 2018 (CLC).

L'occupation des sols de la commune, telle qu'elle ressort de la base de données européenne d’occupation biophysique des sols Corine Land Cover (CLC), est marquée par l'importance des territoires agricoles (84,6 % en 2018), en diminution par rapport à 1990 (86,4 %). La répartition détaillée en 2018 est la suivante : prairies (60 %), zones agricoles hétérogènes (17,9 %), forêts (12,7 %), terres arables (6,8 %), milieux à végétation arbustive et/ou herbacée (1,6 %), zones urbanisées (1 %).
L'IGN met par ailleurs à disposition un outil en ligne permettant de comparer l'évolution dans le temps de l'occupation des sols de la commune (ou de territoires à des échelles différentes). Plusieurs époques sont accessibles sous forme de cartes ou photos aériennes : la carte de Cassini (XVIIIe siècle), la carte d'état-major (1820-1866) et la période actuelle (1950 à aujourd'hui).

### Habitat et logement
En 2020, le nombre total de logements dans la commune était de 319, alors qu'il était de 314 en 2015 et de 305 en 2010.
Parmi ces logements, 73,5 % étaient des résidences principales, 9,7 % des résidences secondaires et 16,8 % des logements vacants. Ces logements étaient pour 96,9 % d'entre eux des maisons individuelles et pour 3,1 % des appartements.
Le tableau ci-dessous présente la typologie des logements à Vaumas en 2020 en comparaison avec celle de l'Allier et de la France entière. Une caractéristique marquante du parc de logements est ainsi une proportion de résidences secondaires et logements occasionnels (9,7 %) supérieure à celle du département (7,2 %) et comparable  à celle de la France entière (9,7 %). Concernant le statut d'occupation de ces logements, 69,9 % des habitants de la commune sont propriétaires de leur logement (72,2 % en 2015), contre 65,1 % pour l'Allier et 57,5 pour la France entière.
| Typologie                                               | Vaumas | Allier | France entière |
| ------------------------------------------------------- | ------ | ------ | -------------- |
| Résidences principales (en %)                           | 73,5   | 77,9   | 82,1           |
| Résidences secondaires et logements occasionnels (en %) | 9,7    | 7,2    | 9,7            |
| Logements vacants (en %)                                | 16,8   | 14,9   | 8,2            |

## Toponymie
L'origine du nom du village signifie « domaine de la vallée » et puise ses origines à l'époque gallo-romaine.
Le « s » final de Vaumas ne se prononce pas.

## Histoire
La commune, instituée par la Révolution française, absorbe entre 1790 et 1794 celle de Saint-Révérien.

## Politique et administration

### Rattachements administratifs et électoraux

#### Rattachements administratifs
La commune se trouve dans l'arrondissement de Vichy du département de l'Allier.
Elle faisait partie depuis 1793 du canton de Dompierre-sur-Besbre. Dans le cadre du redécoupage cantonal de 2014 en France, cette circonscription administrative territoriale a disparu, et le canton n'est plus qu'une circonscription électorale.
Par arrêté préfectoral du 2 janvier 2024, la commune est retirée le 1er janvier 2024 de l'arrondissement de Moulins et rattachée à l'arrondissement de Vichy.

#### Rattachements électoraux
Pour les élections départementales, la commune fait partie depuis 2014 d'un nouveau canton de Dompierre-sur-Besbre porté de 9 à 32 communes.
Pour l'élection des députés, elle fait partie de la première circonscription de l'Allier.

### Intercommunalité
Vaumas était membre de la communauté de communes Val de Besbre - Sologne Bourbonnaise, un établissement public de coopération intercommunale (EPCI) à fiscalité propre créé en 2001 et auquel la commune avait transféré un certain nombre de ses compétences, dans les conditions déterminées par le code général des collectivités territoriales.
Dans le cadre des dispositions de la loi portant nouvelle organisation territoriale de la République du 7 août 2015, qui prévoit que les établissements publics de coopération intercommunale (EPCI) à fiscalité propre doivent avoir un minimum de 15 000 habitants, cette intercommunalité a fusionné avec sa voisine pour former, le 1er janvier 2017, la communauté de communes Entr'Allier Besbre et Loire, dont est désormais membre la commune.

### Liste des maires
| Période                                  | Période                   | Identité            | Étiquette | Qualité                    |
| ---------------------------------------- | ------------------------- | ------------------- | --------- | -------------------------- |
| Les données manquantes sont à compléter. |                           |                     |           |                            |
|                                          |                           |                     |           |                            |
| avant 1953                               |                           | Claude Barret       |           |                            |
|                                          | 1978                      | François Barret     |           |                            |
| 1978                                     | juin 1995                 | Fernand Paqueriaud, |           | Agriculteur                |
| juin 1995                                | mars 2008                 | Philippe Gauthier   |           |                            |
| mars 2008                                | novembre 2023             | Régis Cury          | DVG       | Agriculteur Démissionnaire |
| novembre 2023                            | En cours (au 31 mai 2025) | Alain Soufférant    |           | Agent Enedis               |

## Population et société

### Démographie
Les habitants de la commune sont appelés les Vaumasiens et les Vaumasiennes.
L'évolution du nombre d'habitants est connue à travers les recensements de la population effectués dans la commune depuis 1793. Pour les communes de moins de 10 000 habitants, une enquête de recensement portant sur toute la population est réalisée tous les cinq ans, les populations de référence des années intermédiaires étant quant à elles estimées par interpolation ou extrapolation. Pour la commune, le premier recensement exhaustif entrant dans le cadre du nouveau dispositif a été réalisé en 2004.

En 2022, la commune comptait 538 habitants, en stagnation par rapport à 2016 (Allier : −1,38 %, France hors Mayotte : +2,11 %).
| 1793 | 1800 | 1806 | 1821 | 1831 | 1836 | 1841 | 1846 | 1851 |
| ---- | ---- | ---- | ---- | ---- | ---- | ---- | ---- | ---- |
| 742  | 756  | 689  | 791  | 834  | 898  | 977  | 971  | 981  |

| 1856 | 1861  | 1866  | 1872  | 1876  | 1881  | 1886  | 1891  | 1896  |
| ---- | ----- | ----- | ----- | ----- | ----- | ----- | ----- | ----- |
| 959  | 1 040 | 1 054 | 1 088 | 1 223 | 1 190 | 1 238 | 1 248 | 1 208 |

| 1901  | 1906  | 1911  | 1921  | 1926 | 1931 | 1936 | 1946 | 1954 |
| ----- | ----- | ----- | ----- | ---- | ---- | ---- | ---- | ---- |
| 1 206 | 1 253 | 1 184 | 1 012 | 949  | 938  | 946  | 913  | 806  |

| 1962 | 1968 | 1975 | 1982 | 1990 | 1999 | 2004 | 2006 | 2009 |
| ---- | ---- | ---- | ---- | ---- | ---- | ---- | ---- | ---- |
| 793  | 727  | 685  | 627  | 592  | 564  | 547  | 536  | 549  |

| 2014 | 2019 | 2022 | - | - | - | - | - | - |
| ---- | ---- | ---- | - | - | - | - | - | - |
| 539  | 537  | 538  | - | - | - | - | - | - |

## Culture locale et patrimoine

### Lieux et monuments
- Moulin de Vaumas ;
- Moulin de la Forge ;
- Église Saint-Martin de Vaumas des XIVe et XVe siècles.

### Personnalités liées à la commune
- René Bonnet, célèbre constructeur et pilote automobile est né le 27 décembre 1904 à Vaumas. Une plaque a été inaugurée sur sa maison natale le 10 avril 2005.
- Louis Raffalovich, pilote automobile qui a remporté les 24 Heures de New York en 1909 sur 35 CV Renault, a vécu et est enterré à Vaumas.
- Famille Préveraud de Laubépierre de Vaumas.

## Pour approfondir